# 李春潤

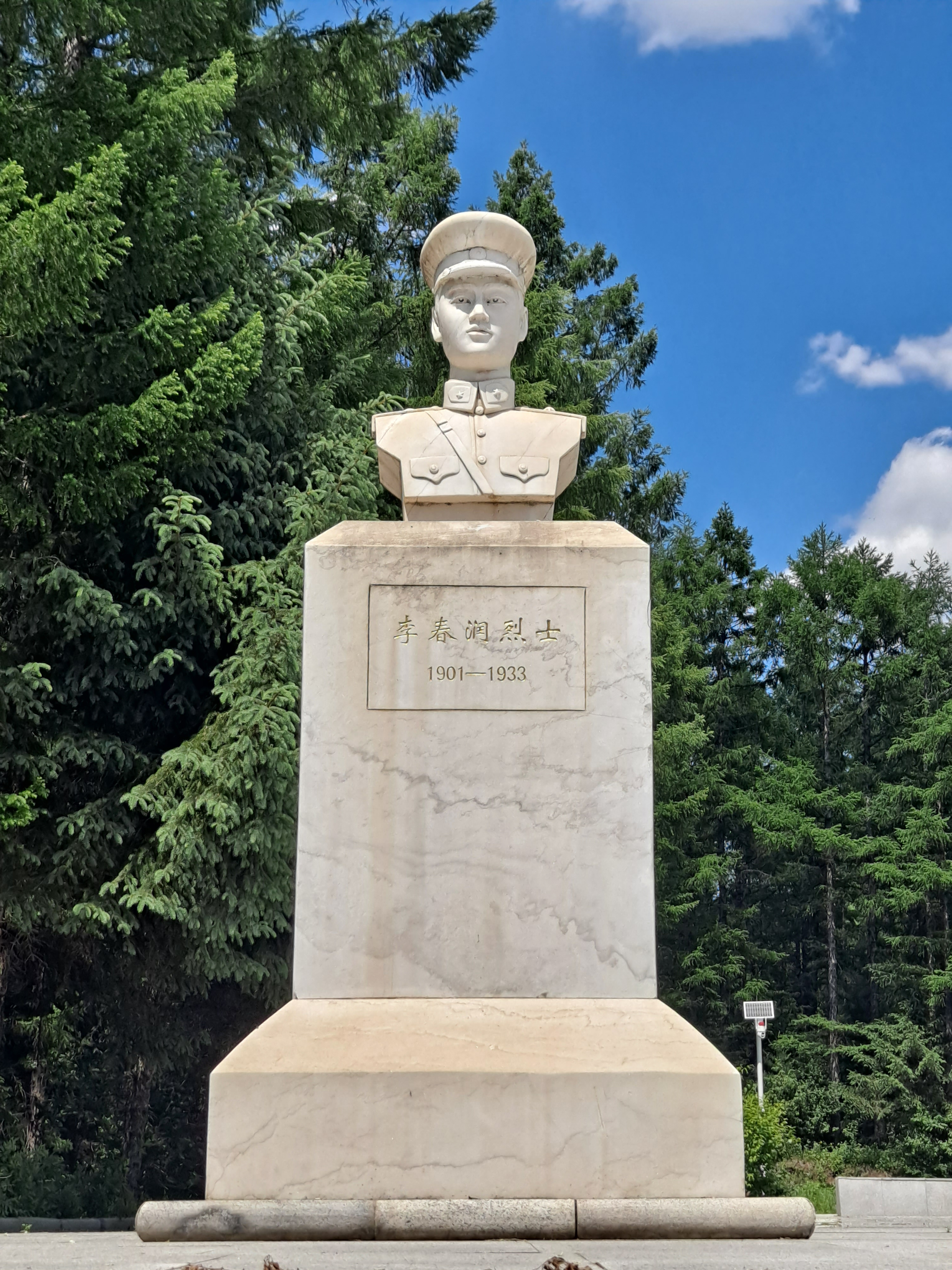
抚顺新宾烈士陵园内李春润像

李春润（1901年—1933年），满族，本姓哲克达氏，取汉字姓李，辽宁凤城人，原东北军东边镇守使于芷山的部下，九一八事变后加入唐聚五的辽宁抗日民众自卫军，被推举为第一方面军总指挥兼第六路军司令，2015年8月入选著名抗日英烈、英雄群体名录。

## 纪念
- 辽宁省抚顺市新宾满族自治县新宾一中后山建有李春润和李红光的半身像，以及18名抗日英烈纪念碑。[4]